# Sékou Traoré (réalisateur)
Pour le militaire malien, voir Sékou Traoré.
Pour les articles homonymes, voir Traoré.
Sékou Traoré, né le 16 août 1962 à Bobo-Dioulasso, est un réalisateur, scénariste et producteur burkinabé. Il est reconnu pour son film L'Œil du cyclone, son premier long métrage de fiction, qui remporte l'Étalon de bronze au FESPACO 2015 et reçoit des récompenses dans une trentaine de festivals. 

## Biographie
Après des études de cinéma à l'université de Ouagadougou et au Conservatoire libre du cinéma français à Paris, il réalise un premier court métrage intitulé Va en 1985.Par la suite, il collabore à la réalisation de Bilakoro en 1988 et de Poussière de lait en 1990 avec Issa Traoré de Brahima et Dani Kouyaté. En 1992, les trois hommes fondent la société de production Sahélis.
Sékou Traoré participe à de nombreux courts métrages et longs métrages en tant que producteur, notamment (À l'ombre d'un tamarinier, 1999; Sia, le rêve du python, 2001; Siraba, la grande voie, 2003; Rêves de poussière, 2006; Un homme qui crie, 2010; Grigris, 2013; Qui parle de vaincre?, 2014; Madame Tapsoba, 2014). Il travaille également comme réalisateur sur des œuvres telles que Une femme, des éleveurs, 1997; Ismael, un exemple de courage, 1997; Gorel, ou le mil promis, 2003; Germain, entre boîtes et fils de fer, 2006; L'Œil du cyclone, 2017.
En plus de ses activités de réalisation et de production, Sékou Traoré travaille comme régisseur sur le film "Timbuktu" (2014) et comme directeur de la photographie sur "Djanta" (2006),. L’œil du cyclone, son premier long métrage de fiction en compétition officielle pour l'Étalon d'or, remporte le bronze en 2015 et est récompensé dans une trentaine de festivals ,,.

## Filmographie

### Productions / Coproductions

#### Courts et moyens métrages
- 1999: A l'Ombre d'un tamarinier [6]
- 2003: Gorel ou le mil promis
- 2015: Madame Tapasoba

##### Longs métrages
- 2001: Sia, le rêve du python[7]
- 2003: Siraba, la grande voie
- 2006: Rêves de poussière de Laurent Salgues[8]
- 2008: Danseuse d'Ebène d'Irène Tassembédo
- 2010: Un homme qui crie de Mahamat Saleh Haroun[9]
- 2014: Qui parle de vaincre d'Adama Sallé , qui décède quelques semaines avant le tournage. Le film est annulé

### Réalisations

#### Documentaires
- 2006: Germain, entre boite et fil de fer

#### Court métrage
2005: Ça peut me tuer

#### Long métrage
- 2015: L'Œil du cyclone (film, 2015)[11] avec Maimouna N'Diaye et Yaya Mbilé Bitang.

## Distinctions
- Étalon de bronze du Fespaco 2015 pour L'Œil du cyclone[12]
- Prix ‘Sembène Ousmane de la Fondation Ecobank,  L'Œil du cyclone, Fespaco 2015
- Prix de l'UEMOA de l'intégration, catégorie documentaire, Fespaco 2015[13]
- Prix Fespaco 2015 de la meilleure interprétation féminine pour L'Œil du cyclone (Maïmouna N'Diaye)[12]
- Prix Fespaco 2015 de la meilleure interprétation masculine pour L'Œil du cyclone (Fargass Assandé)[12]
- Coup de cœur du Public de Besançon: L'Œil du cyclone[14]
- Meilleur film: L'Œil du cyclone, Africa Movie Academy Award,  2016[15]